# Menstruacija
Menstruacija ili mjesečnica mjesečno je krvarenje do kojeg dolazi pod utjecajem žlijezda s unutarnjim lučenjem, pri čemu se sluznica maternice koja je bogata krvnim žilama svaki mjesec priprema za primitak oplođenog jajašca; ako se to dogodi, dolazi do trudnoće, u protivnom sluznica "odumire" i izbacuje se krvarenjem. Krvarenje je posljednja faza menstrualnog ciklusa čije je prosječno trajanje 28 dana, a prvi se dan računa od početka krvarenja. Menstruacija je prirodna pojava, a ne bolesno stanje.

## Menstrualni ciklus

#### Dužina i trajanje
Prva menstruacija naziva se menarha. Prve mjesečnice često su neredovite, a s vremenom se normaliziraju. Djevojčice prvu menstruaciju dobivaju između 9. i 14. godine, a normalnim se smatra sve do 16. godine. Menstruacija je najvidljivija faza menstrualnog ciklusa, a njezin početak koristi se kao oznaka između ciklusa. Uobičajeno trajanje ciklusa računa se od 23 do 35 dana, a samo krvarenje može trajati od tri do sedam dana. Prosječna duljina je 28 dana; jedno je istraživanje procijenilo na 29,3 dana. Perimenopauza je razdoblje kada ženska plodnost opada, a menstruacija se javlja rjeđe u godinama koje vode do posljednje menstruacije, kada osoba potpuno prestane imati menstruaciju i više nije plodna. Medicinska definicija menopauze je jedna godina bez mjesečnice i tipično se javlja između 45 i 55 godina u zapadnim zemljama. Bolesti, određene operacije ili medicinski tretmani mogu uzrokovati da menopauza nastupi ranije nego što bi inače moglo biti.

#### Krvarenje
Prva menstruacija glavni je znak sazrijevanja ženskih spolnih organa. Oko polovice menstrualne tekućine čini krv. Ova krv sadrži natrij, kalcij, fosfat, željezo i klorid, čiji opseg ovisi o ženi. Osim krvi, tekućina se sastoji od cervikalne sluzi, vaginalnih sekreta i tkiva endometrija. Vaginalne tekućine u menstruaciji uglavnom se sastoje od vode, uobičajenih elektrolita, ostataka dijelova organa i najmanje 14 proteina, uključujući glikoproteine. Krv može biti gusta ili tamnosmeđe boje, a količina krvi koja se gubi menstruacijom određena je hormonalnom ravnotežom do koje dolazi tek nekoliko godina nakon prve menstruacije. Kod većine osoba mentruacije postaju redovite oko dvadesete ili dvadesetdruge godine, a kod nekih tek nakon poroda.  Osobe u prosjeku svakog mjeseca gube od 50 do 100 g krvi. Organizam taj nedostatak brzo nadoknadi ako menstruacije nisu suviše česte ili suviše obilne. Mnoge osobe primjećuju krvne ugruške tijekom menstruacije. Oni se pojavljuju kao nakupine krvi koje mogu izgledati poput tkiva. Ako je došlo do spontanog pobačaja ili mrtvorođenog djeteta, pregled pod mikroskopom može potvrditi je li riječ o tkivu endometrija ili o fetalnom tkivu (proizvod začeća). Ponekad se pogrešno smatra da menstrualni ugrušci ili izbačeno tkivo endometrija ukazuju na rani pobačaj embrija.
Između 20. i 30. godine života osobe dostižu najveću plodnost, ali često pate od bolnih menstruacija. Jedan broj osoba prije mjesečnice i za vrijeme nje osjeća neugodne bolove u donjem dijelu trbuha ili u području bubrega.
U dobi od 40 godina povećava se broj osoba s neredovitim menstruacijama, a nakon 45. godine na 50 %. Menstruacije traju kraće ili duže i postaju nepredvidljive. Mogu nestati i na nekoliko mjeseci pa se ponovno pojaviti, krvarenje može biti vrlo slabo ili pak postati vrlo jako. U toj dobi 10 % osoba pati od menoralgije, kod koje krvarenje traje duže od 7 dana, a prisutni su i ugrušci krvi.
U pedesetim godinama života u pravilu nastupa menopauza. Zadnji menstruacijski ciklus neke osobe imaju s 40 godina, a druge mogu imati redovite menstruacije do 58. godine. Tijekom menopauze usporava se sazrijevanje folikula i postaje rjeđe, sve dok jajnici ne prestanu raditi. Liječnici računaju da je osoba u menopauzi kada nakon 40. godine života menstrualni ciklus počne nestajati na 6 do 12 mjeseca.

#### Tko menstruira
Općenito, žene mogu imati menstruaciju nakon početka menarhe i do vremena menopauze. Žene koje nemaju menstruaciju uključuju žene u postmenopauzi, trudnice, žene s amenorejom i trans žene. Tijekom trudnoće i neko vrijeme nakon poroda, menstruacija se ne javlja. Prosječna duljina postporođajne amenoreje duža je tijekom dojenja; to se naziva laktacijska amenoreja. Trans muškarci mogu, ali i ne moraju imati menstruaciju, ovisno o njihovim individualnim okolnostima.

## Intimna higijena
Menstrualni proizvodi napravljeni su za upijanje ili prikupljanje menstrualne krvi. Dostupni su različiti proizvodi – neki su za jednokratnu upotrebu, drugi za višekratnu uporabu. Osobe koje si to mogu priuštiti, koriste proizvode za apsorpciju ili prikupljanje menstruacije koji su obično komercijalno proizvedeni proizvodi. Osobe s menstruacijom upravljaju menstruacijom prvenstveno nošenjem menstrualnih proizvoda poput tampona, higijenskih uložaka ili menstrualnih čašica za prikupljanje menstrualne krvi.
Proizvodi za jednokratnu uporabu (komercijalno proizvedeni) uključuju: 
- higijenske uloške – komadi materijala koji se nose pričvršćeni na donje rublje kako bi apsorbirali menstrualnu krv, često s ljepljivom podlogom koja drži uložak na mjestu. Ulošci za jednokratnu uporabu mogu sadržavati drvnu pulpu ili proizvode od gela, obično su s plastičnim oblogom i izbijeljeni
- tampone – proizvodi u obliku valjka za jednokratnu upotrebu od mješavine umjetne kože/pamuka ili potpuno pamučnog materijala, obično izbijeljeni, koji se unose u rodnicu kako bi apsorbirali menstrualnu krv. Omogućuju osobama slobodno bavljenje sportom, nema neugodnih mirisa, ali ih treba izbjegavati u slučaju infekcija rodnice i upoznati se s opašnošću od toksičnog šoka.

Proizvodi za višekratnu uporabu uključuju:
- menstrualnu čašicu – čvrsti, fleksibilni proizvod u obliku zvona koji se unosi u rodnicu radi prikupljanja menstrualne krvi
- uloške za višekratnu upotrebu – jastučići koji su izrađeni od pamuka (često organskog podrijetla), frotira ili flanela, a mogu se ručno sašiti (od materijala ili korištene stare odjeće i ručnika) ili kupiti u trgovini
- menstrualne gaćice – donje rublje od tkanine (obično pamuk) za višekratnu upotrebu s dodatnim upijajućim slojevima ušivenim kako bi upili menstrualnu krv. Neke su izrađene od patentirane tehnologije kako bi bili otporni na curenje, poput marke THINX.

#### Menstrualno siromaštvo
Menstrualno siromaštvo termin je koji se koristi za opisivanje nedostatka pristupa menstrualnim proizvodima za higijenu tijekom menstruacije. Zbog siromaštva neke osobe ne mogu priuštiti komercijalne proizvode za žensku higijenu. Umjesto toga, koriste materijale koji se nalaze u okolišu ili druge improvizirane materijale. Menstrualno siromaštvo globalno je pitanje koje pogađa žene i djevojčice koje nemaju pristup sigurnim, higijenskim sanitarnim proizvodima. Istraživanje provedeno u Hrvatskoj krajem 2020. godine pokazuje da trećina žena u Hrvatskoj prisiljena je štedjeti na ulošcima, jer su im preskupi. Dio njih zbog previsokih cijena kupuje manje kvalitetne menstrualne potrepštine, dok više od 10 posto građanki Hrvatske ni nije u mogućnosti kupiti dovoljno uložaka da bi ih redovito mijenjale. Podjednak postotak njih ne može si priuštiti uloške uopće.

## Predmenstrualni sindrom
Predmenstrualni sindrom (PMS) odnosi se na emocionalne i fizičke simptome koji se redovito javljaju jedan do dva tjedna prije početka svake menstruacije. Simptomi nestaju oko početka krvarenja. Različite žene imaju različite simptome. Uobičajeni emocionalni simptomi uključuju razdražljivost i promjene raspoloženja, dok su uobičajeni fizički simptomi akne, osjetljive grudi, nadutost i osjećaj umora; oni se također vide kod žena bez PMS-a. Često su simptomi prisutni oko šest dana. Uzorak simptoma pojedinca može se promijeniti s vremenom. Simptomi se ne pojavljuju tijekom trudnoće ili nakon menopauze.
Uzrok PMS-a je nejasan, ali se vjeruje da osnovni mehanizam uključuje promjene u razini hormona. Smanjenje soli, alkohola, kofeina i stresa zajedno s povećanom tjelovježbom tipično je sve što se preporučuje onima s blagim simptomima. Dodaci kalcija i vitamina D mogu biti korisni u nekim slučajevima. Protuupalni lijekovi poput ibuprofena ili naproksena mogu pomoći pri fizičkim simptomima.
Do 80 % žena prijavilo je neke simptome prije menstruacije.

## Seksualna aktivnost i plodnost
Seksualni osjećaji i ponašanja mijenjaju se tijekom menstrualnog ciklusa. Prije i za vrijeme ovulacije, visoka razina estrogena i androgena dovodi do toga da osobe imaju relativno povećan interes za seksualnom aktivnošću, a relativno niži interes neposredno prije i tijekom menstruacije. Za razliku od drugih sisavaca, žene mogu pokazivati interes za spolnu aktivnost tijekom svih dana menstrualnog ciklusa, bez obzira na plodnost.
Vrhunac plodnosti (vrijeme s najvećom vjerojatnošću trudnoće koja je posljedica spolnog odnosa) javlja se tijekom samo nekoliko dana ciklusa: obično dva dana prije i dva dana nakon datuma ovulacije. To odgovara drugom i početku trećeg tjedna u ciklusu od 28 dana. Ovaj plodni period razlikuje se od osobe do osobe, baš kao što se datum ovulacije često razlikuje od ciklusa do ciklusa.